# Spinembolia
Spinembolia is een monotypisch geslacht van spinnen uit de  familie van de Theridiidae (kogelspinnen).

## Soort
- Spinembolia clabnum Roberts, 1978